# Skrytohutia
Skrytohutia (Mesocapromys) – rodzaj ssaków z podrodziny hutii (Capromyinae) w obrębie rodziny kolczakowatych (Echimyidae). 

## Zasięg występowania
Rodzaj obejmuje gatunki występujące endemicznie na Kubie wraz z okolicznymi wyspami.

## Morfologia
Długość ciała (bez ogona) 205–378 mm, długość ogona 164–322 mm; masa ciała 400–1600 g.

## Systematyka
Rodzaj (w randze podrodzaju w obrębie Capromys) zdefiniował w 1970 roku kubański zoolog i paleontolog Luis Sánchez Varona w artykule zatytułowanym Nowy gatunek i nowy podrodzaj Capromys (Rodentia: Caviomorpha) z Kuby, opublikowanym w czasopiśmie „Poeyana”. Gatunkiem typowym jest (oryginalne oznaczenie) skrytohutia wielkoucha (M. auritus).

### Etymologia
- Mesocapromys: gr. μεσος mesos ‘środkowy, pośredni’[10]; rodzaj Capromys Desmarest, 1822 (hutia).
- Paracapromys: gr. παρα para ‘blisko,  obok’[11]; rodzaj Capromys Desmarest, 1822 (hutia). Gatunek typowy (oryginalne oznaczenie): Paracapromys arboricolus Kratochvíl, Rodriguez & Barus, 1978 (= Capromys melanurus Poey, 1865).
- Leptocapromys: gr. λεπτος leptos ‘delikatny, drobny’[12]; rodzaj Capromys Desmarest, 1822 (hutia). Gatunek typowy (oryginalne oznaczenie): Mysateles arboricolus Kratochvíl, Rodriguez & Barus, 1978 (= Capromys melanurus Poey, 1865).
- Pygmaeocapromys: łac. pygmaeus ‘karłowaty, liliput’, od gr. πυγμαιος pugmaios ‘karłowaty, wielkości pięści’, od πυγμη pugmē ‘pięść’[13]; rodzaj Capromys Desmarest, 1822 (hutia). Gatunek typowy (oryginalne oznaczenie): Capromys (Pygmaeocapromys) angelcabrerai Varona, 1979.
- Stenocapromys: gr. στηνος stēnos ‘wąski, cienki, chudy’[14]; rodzaj Capromys Desmarest, 1822 (hutia). Gatunek typowy (oryginalne oznaczenie): †Capromys (Stenocapromys) gracilis Varona & Arredondo, 1979.

### Nazewnictwo zwyczajowe
W wydanej w 2015 roku przez Muzeum i Instytut Zoologii Polskiej Akademii Nauk publikacji „Polskie nazewnictwo ssaków świata” dla rodzaju Mesocapromys zaproponowano nazwę skrytohutia.

### Podział systematyczny
Do rodzaju należą następujące występujące współcześnie gatunki:
| Grafika | Gatunek                    | Autor i rok opisu        | Nazwa zwyczajowa        | Podgatunki         | Rozmieszczenie geograficzne                                                        | Podstawowe wymiary                              | Status IUCN |
| ------- | -------------------------- | ------------------------ | ----------------------- | ------------------ | ---------------------------------------------------------------------------------- | ----------------------------------------------- | ----------- |
|         | Mesocapromys angelcabrerai | (Varona, 1979)           | skrytohutia namorzynowa | gatunek monotypowy | wysepki Salinas na wyspie Ana María; introdukowany na La Loma                      | DC: około 25 cm DO: około 17,6 cm MC: do 483 g  | CR          |
|         | Mesocapromys auritus       | (Varona, 1970)           | skrytohutia wielkoucha  | gatunek monotypowy | wyspa Fragoso (archipelag Sabana); introsukowany na wyspy Pasaje i Sagra           | DC: około 29 cm DO: –około 19,8 cm MC: do 1 kg  | EN          |
|         | Mesocapromys melanurus     | (F. Poey, 1865)          | kubohutia czarnoogonowa | gatunek monotypowy | na zachód do zatoki Malagueta i ujścia Cauto; granice zasięgu bardzo słabo poznane | DC: 31–38 cm DO: 21–32 cm MC: do 1,6 kg         | VU          |
|         | Mesocapromys sanfelipensis | (Varona & Garrido, 1970) | skrytohutia krótkoucha  | gatunek monotypowy | wyspa Juan García                                                                  | DC: brak danych DO: brak danych MC: brak danych | CR          |
|         | Mesocapromys nana          | (G.M. Allen, 1917)       | skrytohutia karłowata   | gatunek monotypowy | Ciénaga de Zapata (Matanzas)                                                       | DC: około 20 cm DO: około 16,4 cm MC: 400–450 g | CR          |

Kategorie IUCN:  VU  – gatunek narażony,  EN  – gatunek zagrożony,  CR  – gatunek krytycznie zagrożony.
Opisano również gatunek wymarły znany ze szczątków znalezionych niedaleko San Antonio de los Baños w południowo-zachodniej części Kuby:
- Mesocapromys kraglievichi (Varona & Arredondo, 1979)